# Dryopteris dewevrei
Dryopteris dewevrei là một loài dương xỉ trong họ Dryopteridaceae. Loài này được H. Christ ex J. Bommer mô tả khoa học đầu tiên..
Danh pháp khoa học của loài này chưa được làm sáng tỏ. 